# Triodieae
Triodieae é uma tribo da subfamília Chloridoideae.

## Gêneros
Monodia, Plectrachne, Symplectrodia, Triodia